# レイト・ショー・ウィズ・デイヴィッド・レターマン

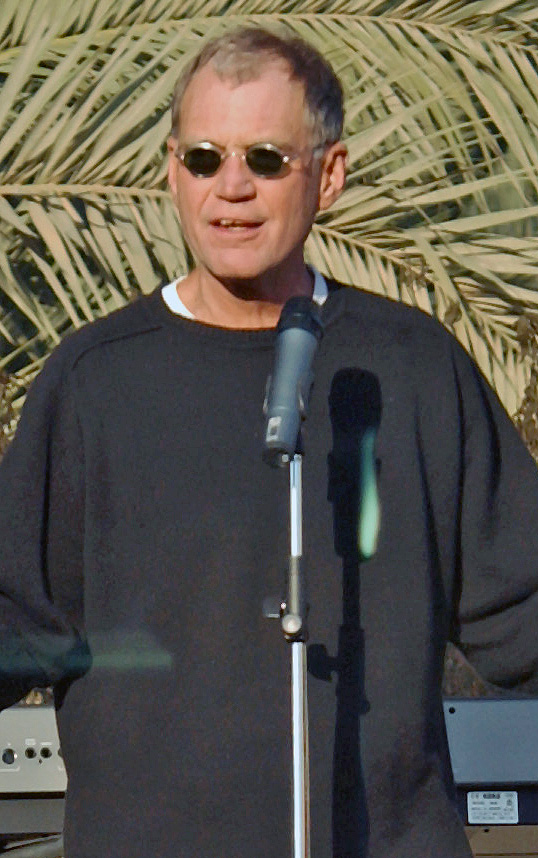
司会のデイヴィッド・レターマン

『レイト・ショー・ウィズ・デイヴィッド・レターマン』 (Late Show with David Letterman) は、1993年8月30日から2015年5月20日までアメリカCBSで放送されていた深夜トーク・バラエティ番組である。

## 概要
デイヴィッド・レターマンが司会を務め、ニューヨーク・マンハッタンのエド・サリヴァン・シアターで収録。NBCで同時間帯に放送されている『ザ・トゥナイト・ショー・ウィズ・ジェイ・レノ』と人気を二分していた。
レターマンはNBCのトーク番組『レイト・ナイト・ウィズ・デイヴィッド・レターマン』に1982年から出演していたが、『レイト・ナイト』の前に編成されている『ザ・トゥナイト・ショー』の司会ジョニー・カーソンの後任にジェイ・レノが選ばれると、レターマンは翌年CBSへの移籍に合意。以来レターマンとレノは犬猿の仲と言われている。
音楽監督には『レイト・ナイト』と同じくポール・シェイファーを起用。25年近くコンビを組んでおり、レターマンが夫人の出産で収録途中にスタジオを離れた際に緊急ホストを務めたことがある。レターマンとシェイファーのトークは、本番組の目玉の1つでもある。
2015年5月20日の最終回をもって放送終了となり、22年間続いた同番組の歴史に終止符が打たれた。後継番組として同年9月8日よりコメディアンのスティーヴン・コルベアが司会を務める『ザ・レイト・ショー・ウィズ・スティーヴン・コルベア』の放送がスタートしている。

## 出演者
- 司会：デイヴィッド・レターマン（David Letterman）
- アナウンサー（ナレーション）：アラン・カトラー（Alan Kalter）
- 音楽監督兼バンド・リーダー：ポール・シェイファー（Paul Shaffer）
- BGM：ポール・シェイファー&CBSオーケストラ
- ゲスト：セレブリティ

## スタッフ
エグゼクティブ・プロデューサー
- Rob Burnett
- Barbara Gaines
- Maria Pope
- Jude Brennan